# Aleja Legionów w Łomży
Aleja Legionów w Łomży – główna ulica Łomży, jedna z najdłuższych w mieście. Jest końcowym odcinkiem drogi wojewódzkiej nr 677, która łączy Ostrów Mazowiecką z Łomżą. 
Do zabytków przy tej ulicy należą:
- Dom Ludowy (1905) - obecnie Szkoła Drzewna
- Park Ludowy
- Budynek dawnego więzienia - obecnie Szkoła Muzyczna